# 富山地方鉄道14720形電車

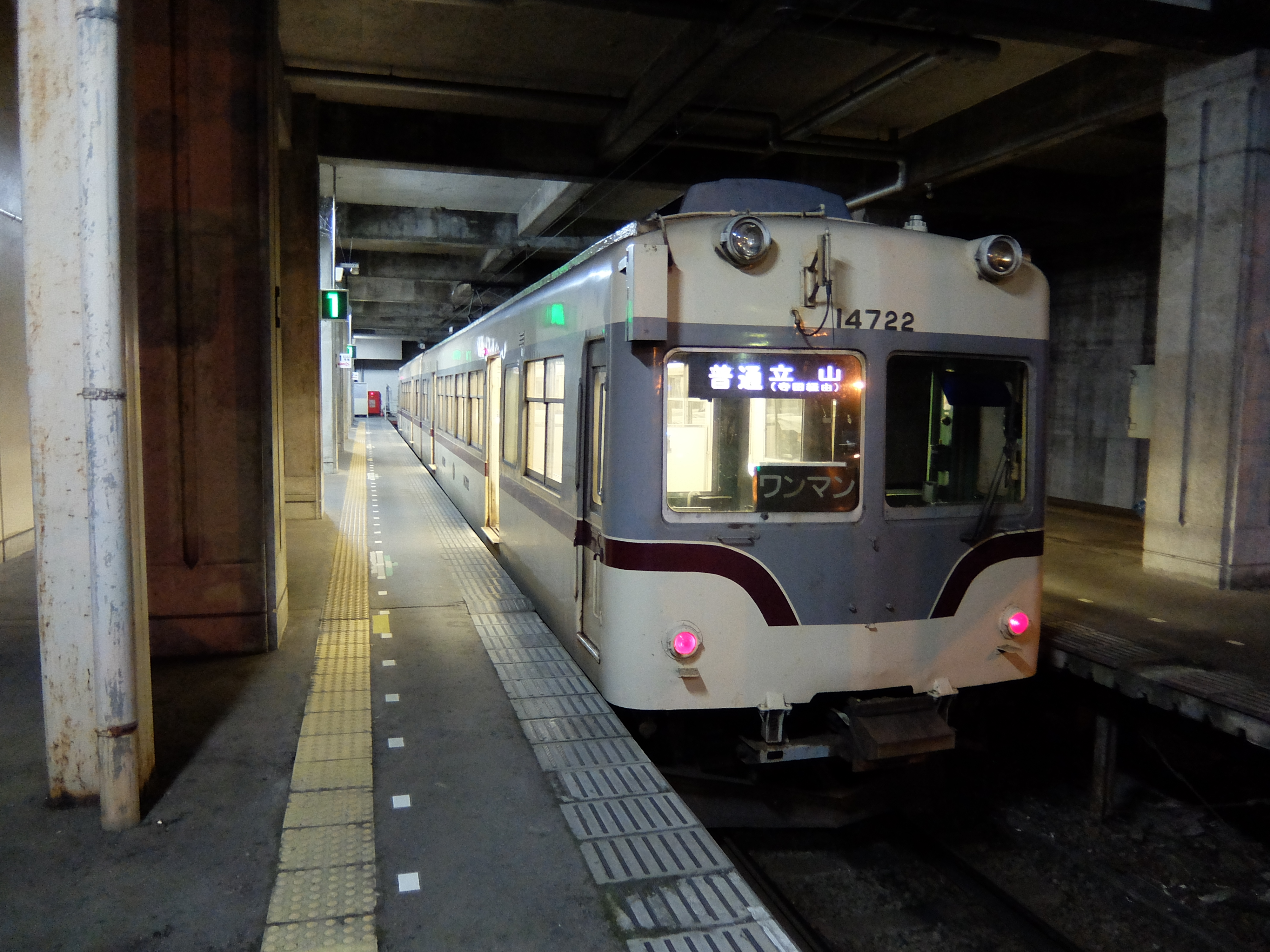
立山駅停車中の14720形（2014年9月20日）

富山地方鉄道14720形電車（とやまちほうてつどう14720がたでんしゃ）は、1962年に登場した富山地方鉄道（地鉄）の電車。

## 概要
1962年にモハ14721・モハ14722の2両が日本車輌製造（日車）で製造された。10020形とほぼ同形で、10020形はMM'ユニット車であるのに対し、本形式は単独走行可能な1M方式である点と、主電動機の出力が高くなっている点が主な相違点である。製造当初はモハ14721-サハ222-モハ14722の3両編成であったが、1969年にサハ222はクハ170形172に改造され、モハ14721-クハ171・モハ14722-クハ172という2両編成2本の陣容となった。

## 構造

### 車体
モハ10020形とほぼ同じ、全長18 mの2扉車である。側面のデザインは、日本車輌が同時期に製造した名鉄5500系電車や長野電鉄2000系電車と似通っている。前面は2枚窓で、前照灯は窓上の中央と両端に3灯が配されている。塗色は登場当初、下半分が濃い橙、上半分が薄い橙であったが、その後白地に窓周りが薄い灰色で、窓下に赤の帯を入れる塗装になった。

### 主要機器
主電動機は東洋電機製造製の定格出力110 kW・端子電圧750 VのTDK803-Aを1両に付き4個搭載しており、10020形の75 kWに比べ出力アップが図られている。台車は、日車製の空気ばね台車・NA-307を装備している。

### 内装
車内の客席は、扉間にクロスシート、車端部にロングシートを配したセミクロスシートである。

## 沿革
1969年5月に富山県で行われた全国植樹祭では、3両編成でお召し列車として運用された。その際には、サハ222の車内の椅子を一部取り外し、ソファとテーブルを設置した。列車の前後には日章旗が取り付けられた。
2011年12月に全国公開された映画『RAILWAYS 愛を伝えられない大人たちへ』では、主人公・滝島徹（三浦友和）が車掌として、吉原満（米倉斉加年）が運転士として乗務したという設定になっていた。
モハ14721は1986年、モハ14722は1987年に冷房化が行われ、あわせてヘッドライト2灯化・車体裾（台枠）部の直線化（絞りなし）・貫通路の狭幅化・手ブレーキ装置の撤去などの改造も行われた。その後ワンマン化改造も行われている。モハ14721は、さらにその後上半分が黄色・下半分が緑の新塗装とされている。
14721編成は2012年に火災による焼損（次項参照）で廃車となり、14722編成も2019年12月21日をもって引退した。引退に際し、鉄道線全線を走破する特別イベントが実施された。その後、翌2020年1月に解体のため10020形と共に搬出された。

### 火災による焼損
2012年1月4日午前、立山駅に停車していた（電鉄富山駅行き）の14721編成（モハ14721-クハ171の2両編成）のうち、先頭車両であるモハ14721の床下から火が出て、同車両の床下中央部の機器を焼損する事故が発生した。乗客・乗員6名に怪我はなかった。積雪による抵抗で主電動機に高負荷がかかり、それによって主抵抗器が高温となったのが原因とされている。事故車両は2013年9月18日に上市駅に移送され、そこから伏木のリサイクル工場へトレーラーで搬出され解体された。